# Alejandra Ávalos
Alejandra Ávalos (Cidade do México, 17 de outubro de 1968) é uma atriz e cantora mexicana.

## Filmografia
- Que te perdone Dios (2015) ... Mia Montero
- Esperanza del corazón (2011/12)...Gladys Guzmán de Figueroa
- Apuesta por un amor (2004/05)... Casandra Fragoso de Motano
- Siempre te amaré (2000)... Gilda Gómez/Martha Laura Izaguirre
- Soñadoras (1998/99)... Fernanda Guzmán
- La antorcha encendida (1996) ... Ángela
- Morir dos veces  (1996) ... Martha Luján
- Amor y venganza (1994) ...
- Perdóname todo (1993) ... Alejandra
- Tenías que ser tú (1992/93) ... Gabriela Beltrán
- Tal como somos (1987) ... Delia
- Tiempo de amar (1987) ... Mercedes
- Nosotros los Gómez (1986)
- El padre Gallo (1986)... Ray
- Martín Garatuza (1986)
- Abandonada (1985) ... Alicia
- Te amo (1984)... Cecilia

## Discografia
- Viva México '86 (1986)
- Ser o no ser (1988)
- "Amor Fascíname" (1990)
- "Amor Sin Dueñ" (1991)
- "Mi Corazón Se Regala" (1997)